# Пруды (городской округ Оренбург)
Пруды — село в городском округе Оренбург Оренбургской области.

## История
Основано в 1939 году. В советские времена совхоз считался одним из самых лучших в области. В 2001 году началась газификация села. В 1968г. в районе села в авиакатастрофе погиб Перерушев В., у его самолета отказало управление. Он смог лишь отвести самолет от населенного пункта, сохранив тем самым множество жизней людей. Самолет упал в окрестностях села.

## Население
| 2010 |
| ---- |
| 685  |

Большую часть населения села составляют казахи. Чуть менее половины села составляют русские, далее — татары, башкиры.